# 须芒草孢堆黑粉菌
须芒草孢堆黑粉菌（学名：Sporisorium andropogonis）是属于黑粉菌目黑粉菌科孢堆黑粉菌属的一种真菌，寄生在禾本科植物上。该种分布于中国、菲律宾、印度、哈萨克斯坦、吉尔吉斯斯坦、乌兹别克斯坦、土库曼斯坦、格鲁吉亚、阿塞拜疆、亚美尼亚、巴基斯坦、伊朗、土耳其、俄罗斯、乌克兰、波兰、捷克、匈牙利、德国、瑞士、西班牙、意大利、罗马尼亚、埃及、阿尔及利亚、突尼斯、摩洛哥、坦桑尼亚、苏丹、乌干达、刚果、马达加斯加、美国、墨西哥等地。